# 가와라다역
가와라다역(일본어: 河原田駅)은 일본 미에현 욧카이치시에 있는 도카이 여객철도 · 이세 철도의 역이다.

## 타는 곳
| 1 | ■ 간사이 본선       | 상행 | 욧카이치 방면 | 가메야마 방면으로부터의 열차     |
| 2 | ■ 간사이 본선       | 하행 | 가메야마 방면 |                                  |
| 3 | ■ 간사이 본선       | 상행 | 욧카이치 행   | 이세 철도 이세 선으로부터의 직통 |
| 4 | ■ 이세 철도 이세 선 | 하행 | 쓰 방면       |                                  |

## 이용 현황
| JR 도카이 | JR 도카이           | 이세 철도 | 이세 철도           |
| 연도      | 하루 평균 승차 인원 | 연도      | 하루 평균 승차 인원 |
| 1998년도  | 1,781명             | 1998년도  | 1,502명             |
| 1999년도  | 1,815명             | 1999년도  | 1,509명             |
| 2000년도  | 1,846명             | 2000년도  | 1,467명             |
| 2001년도  | 1,773명             | 2001년도  | 1,456명             |
| 2002년도  | 1,731명             | 2002년도  | 1,444명             |
| 2003년도  | 1,702명             | 2003년도  | 1,412명             |
| 2004년도  | 1,658명             | 2004년도  | 1,325명             |
| 2005년도  | 1,768명             | 2005년도  | 1,432명             |
| 2006년도  | 1,915명             | 2006년도  | 1,688명             |
| 2007년도  | 1,961명             | 2007년도  | 1,770명             |
| 2008년도  | 1,987명             | 2008년도  | 1,805명             |
| 2009년도  | 1,943명             | 2009년도  | 1,705명             |
| --------- | ------------------- | --------- | ------------------- |

## 역 주변
- 욧카이치 시청 가와라다 지구 시민센터
- JA 미에 욧카이치 가와라다 지점
- 니혼 트랜스시티 가와라다 창고

## 인접정차역
| 도카이 여객철도 간사이 본선 | 도카이 여객철도 간사이 본선 | 도카이 여객철도 간사이 본선 |
| --------------------------- | --------------------------- | --------------------------- |
| 미나미욧카이치 나고야 방면  | ■ 쾌속 ■ 구간쾌속 ■ 보통    | 가와노 가메야마 방면        |
| 이세 철도 이세 선           |                             |                             |
| 시·종착역                   | ■ 보통                      | 4 스즈카 쓰 방면            |